# Réplisome
Le réplisome est un complexe de plusieurs protéines qui travaillent de manière coordonnée à la réplication de l'ADN. Il est constitué de plusieurs enzymes spécifiques qui  travaillent directement à la synthèse des brins ainsi que de facteurs protéiques qui organisent et accélèrent le processus. Il est localisé au niveau de la fourche de réplication de l'ADN, dans le noyau des cellules. 

## Composition
Le réplisome contient cinq types de protéines différents
- L'hélicase de la fourche de réplication. C'est l'enzyme chargée de séparer les deux brins de l'ADN à répliquer.
- Deux molécules d'ADN polymérases réplicatives. L'une synthétise le brin continu ou brin précoce, et l'autre le brin discontinu ou brin tardif.
- Une primase qui synthétise les amorces ARN des fragments d'Okazaki.
- Deux clamps glissants. Ce sont des anneaux protéiques augmentant la processivité des ADN polymérases (aussi appelés PCNA chez les eucaryotes ou complexe β chez les bactéries). Ils encerclent l'ADN et se lient à chacune des deux ADN polymérases.
- Un chargeur de clamp, qui ouvre les clamps pour pouvoir les mettre sur l'ADN au niveau du site de réplication. Le chargeur de clamp sert également de protéine d'infrastructure pour lier toutes les autres au sein d'un complexe unique.

## Protéines associées
Plusieurs autres protéines ou enzymes sont associées au réplisome, sans en faire partie intégrante. On peut citer les single-strand binding protein ou SSB, qui maintiennent l'ADN du brin indirect sous forme de simple brin jusqu'à l'arrivée de la primase et de l'ADN polymérase, les nucléases (ADN Pol I chez les procaryotes) qui enlèvent les amorces d'ARN des fragments d'Okazaki et l'ADN ligase qui relie ensuite, l'un à l'autre, deux fragments successifs.